# Смирный, Евгений Сергеевич
Евге́ний Серге́евич Сми́рный (укр. Євгеній Сергійович Смирний; род. 18 августа 1998, Киев) — украинский футболист, полузащитник клуба «Александрия». Выступал за юниорские и молодёжную сборную Украины.

## Клубная карьера
Начал заниматься футболом в семилетнем возрасте, после чего попал в клубную академию киевского футбольного клуба «Динамо». Его первым тренером стал Виталий Хмельницкий, который доверил Евгению позицию полузащитника. В предвыпускной группе Смирный занимался под руководством Юрия Дмитрулина и Артёма Яшкина.
В сезоне 2015/16 дебютировал за «Динамо» в чемпионате Украины среди юношеских команд, а в следующем сезоне — в молодёжном первенстве страны. Вместе с командой Смирный дважды завоёвывал «золото» юношеского первенства (в сезонах 2015/16 и 2016/17), а с молодёжной командой завоёвывал «серебро» (сезон 2017/18) и «золото» (2018/19). Принимал участие в розыгрышах Юношеской лиги УЕФА в сезонах 2015/16 и 2016/17. Стал автором первого гола «динамовцев» в истории турнира, который забил в ворота «Порту» (2:1).
Впервые за основной состав «Динамо» сыграл 25 октября 2017 года в рамках 1/8 финала Кубка Украины против «Александрии» (3:2). В январе 2018 года руководство «Динамо» продлило контракт с 19-летним футболистом. Свой первый матч в Премьер-лиге Украины он провёл 26 сентября 2018 года против «Мариуполя» (2:0). После этого тренер киевлян Александр Хацкевич выпускал его на замены в матчах плей-офф Лиги Европы против «Олимпиакоса» (1:0) и «Челси» (0:5).
Летом 2019 года перешёл на правах годичной аренды в «Колос» из Ковалёвки, который впервые в своей истории вышел в Премьер-лигу Украины. Смирный стал автором первого гола «Колоса» в чемпионате Украины, который он забил в игре против «Мариуполя» (2:1). В сезоне 2019/20 команда заняла шестое место в чемпионате и получила право выступать в квалификации Лиги Европы. Летом 2020 года «Динамо» продлило аренду Смирного в «Колосе» ещё на один год.
В июле 2021 года вместе с группой «динамовских» футболистов отправился в аренду в одесский «Черноморец», который сумел вернуться в Премьер-лигу.

## Карьера в сборной
Выступал за юношеские сборные Украины до 17 (2014) и до 19 лет (2015—2016). С 2018 по 2019 год являлся игроком молодёжной сборной Украины до 21 года. Вместе с командой стал победителем турнира памяти Валерия Лобановского.

## Статистика
| Сезон   | Клуб                | Лига                 | Чемпионат | Чемпионат | Кубок | Кубок | Еврокубки | Еврокубки | U-21 | U-21 | U-19 | U-19 |
| Сезон   | Клуб                | Лига                 | Игры      | Голы      | Игры  | Голы  | Игры      | Голы      | Игры | Голы | Игры | Голы |
| ------- | ------------------- | -------------------- | --------- | --------- | ----- | ----- | --------- | --------- | ---- | ---- | ---- | ---- |
| 2015/16 | Динамо (Киев)       | Премьер-лига Украины |           |           |       |       |           |           |      |      | 24   | 4    |
| 2016/17 | Динамо (Киев)       | Премьер-лига Украины |           |           |       |       |           |           | 1    | 0    | 20   | 7    |
| 2017/18 | Динамо (Киев)       | Премьер-лига Украины | 0         | 0         | 1     | 0     | 0         | 0         | 19   | 10   |      |      |
| 2018/19 | Динамо (Киев)       | Премьер-лига Украины | 3         | 0         | 1     | 0     | 2         | 0         | 18   | 7    |      |      |
| 2019/20 | Колос (Ковалёвка)   | Премьер-лига Украины | 25        | 5         |       |       | —         | —         | 1    | 0    |      |      |
| 2020/21 | Колос (Ковалёвка)   | Премьер-лига Украины | 17        | 2         | 1     | 0     | 2         | 0         | 1    | 0    | —    | —    |
| 2021/22 | Черноморец (Одесса) | Премьер-лига Украины | 9         | 2         | 2     | 0     | —         | —         | —    | —    | —    | —    |

## Достижения
«Александрия»
- Серебряный призёр чемпионата Украины: 2024/25